# Plantation (comtat de Broward)
Plantation és una població dels Estats Units a l'estat de Florida. Segons el cens de l'1 de juliol de 2006 tenia 86.138 habitants.

## Demografia
Segons el cens del 2000, Plantation tenia 82.934 habitants, 33.244 habitatges, i 22.206 famílies. La densitat de població era de 1.472,9 habitants/km².
Dels 33.244 habitatges en un 30,9% hi vivien nens de menys de 18 anys, en un 52% hi vivien parelles casades, en un 11,2% dones solteres, i en un 33,2% no eren unitats familiars. En el 25,8% dels habitatges hi vivien persones soles el 8,5% de les quals corresponia a persones de 65 anys o més que vivien soles. El nombre mitjà de persones vivint en cada habitatge era de 2,48 i el nombre mitjà de persones que vivien en cada família era de 3,02.
Per edats la població es repartia de la següent manera: un 23,1% tenia menys de 18 anys, un 7,1% entre 18 i 24, un 32% entre 25 i 44, un 24,7% de 45 a 60 i un 13,1% 65 anys o més.
L'edat mediana era de 38 anys. Per cada 100 dones de 18 o més anys hi havia 86,2 homes.
La renda mediana per habitatge era de 53.746 $ i la renda mediana per família de 65.029 $. Els homes tenien una renda mediana de 44.838 $ mentre que les dones 32.360 $. La renda per capita de la població era de 28.250 $. Entorn del 4,3% de les famílies i el 6,4% de la població estaven per davall del llindar de pobresa.

## Poblacions més properes
El següent diagrama mostra les poblacions més properes.